# محترف مايكروسوفت الأكثر قيمة

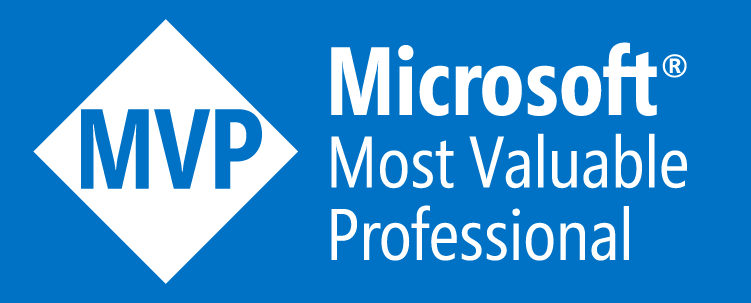

محترف مايكروسوفت الأكثر قيمة (بالإنجليزية: Microsoft Most Valuable Professional؛ تختصر: MVP) هي جائزة تقدمها مايكروسوفت للذين تطوعوا لمنح الخبرات التقنية لدعم منتجات وتكنولوجيا مايكروسوفت. تمنح الجائزة وفقا لمساهمات السنة الماضية.
كانت الجائزة مخصص لمجتمع التطوير، وعن طريق الدعم على الإنترنت؛ لكنها نمت لتشمل أنواع أخرى من المنتجات، وسبل أخرى للمساهمة.
تمنح الجائزة للمحترفين البالغة أعمارهم 18 أو أكبر؛ حفاظا على خصوصية من هم أصغر من هذا العمر حسب تبرير مايكروسوفت؛ ويتم اختيار المحترفين عن طريق الترشيح في مواقع خدمة مايكروسوفت، بعد ذلك يقوم فريق من موظفي مايكروسوفت بمراجعة إنجازات المحترف ومدى الخدمة التي قدمها.

## التوقف والإعادة
في 22 أكتوبر، 1999؛ أعلنت مايكروسوفت عن إلغاء مشروع الجائزة على إثر خلاف مع إي أو إل غير أنها أعلنت عن إعادتها بعد ثلاثة أيام.